# Aulacaspis pellucida
Aulacaspis pellucida är en insektsart som först beskrevs av Robinson 1917.  Aulacaspis pellucida ingår i släktet Aulacaspis och familjen pansarsköldlöss.
Artens utbredningsområde är Filippinerna. Inga underarter finns listade i Catalogue of Life.